# Biscutella prealpina
Biscutella prealpina är en korsblommig växtart som beskrevs av Mauro Raffaelli och Baldoin. Biscutella prealpina ingår i släktet Biscutella och familjen korsblommiga växter. Inga underarter finns listade i Catalogue of Life.